# 荒田至法
荒田 至法（あらた しほう、1994年12月29日 - ）は、日本の俳優。LIBERTE所属。

## 略歴・人物
東京都出身。身長176cm。血液型はO型。
小学校2年生よりダンスを始める。中学2年生より芸能界デビュー。その後、舞台俳優として活動中。2014年、有限会社オーチャード所属。ミュージカル「ちぬの誓い」でデビュー。
2016年、本田礼生、後藤健流、佐久間雄生と共にTHE CONVOYに加入。
2022年1月2日付で有限会社オーチャードを退所し、フリーとなった。
2025年4月2日、LIBERTEへの所属が発表された。
趣味は、サッカー、ギター、ゲーム、麻雀、ロードバイク、キャンプ。
特技は、アクロバット、バスケ、ダンス、

## 出演作品

### 舞台
- 2014年3-4月 東京芸術劇場プレイハウス、兵庫県立芸術文化センター ミュージカル「ちぬの誓い」
- 2014年10月 日暮里d-倉庫 オフブロードウェイミュージカル「I LOVE YOU,YOU’RE PERFECT, NOW CHANGE」
- 2014年12月 シアター1010 ミュージカル「タイムフライズ」加藤隆史役
- 2015年7月 亀戸文化センター　カメリアホール ニール・サイモン原作「ニューヨーク青春物語」バディ役
- 2015年10-11月 新国立劇場中ホール、兵庫県立芸術文化センター ミュージカル「パッション」
- 2016年3-4月 シアタークリエ、サンケイホールブリーゼ、愛知県劇術劇場 SHOW HOUSE「GEM CLUB」[4]
- 2016年7月 天王洲銀河劇場 銀河劇場ニュージェネレーションシリーズ 朗読劇「僕とあいつの関ヶ原」島左近／染音役
- 2016年9月-2017年1月 帝国劇場 他、全国公演 ミュージカル「ミス・サイゴン」スイングキャスト
- 2017年2-3月 TBS赤坂ACTシアター 他、全国公演 THE CONVOY SHOW vol.32「asiapan」[5][6]
- 2017年5-7月 日生劇場、中日劇場、梅田芸術劇場メインホール、博多座 ミュージカル「グレート・ギャツビー」エディ役
- 2017年9月 博品館劇場 THE CONVOY SHOW vol.33「星屑バンプ」ハジメ役
- 2017年10月 日暮里d-倉庫 オフブロードウェイミュージカル「I LOVE YOU,YOU’RE PERFECT, NOW CHANGE」
- 2017年12月 TBS赤坂ACTシアター THE CONVOY SHOW vol.34「asiapan」
- 2018年4-6月 日本青年館　他、全国公演 ハイパープロジェクション演劇「ハイキュー!!」”はじまりの巨人” 条善寺高校 沼尻凛太郎役
- 2018年9月-2019年1月 博多座、帝国劇場、御園座、梅田芸術劇場 ミュージカル「マリーアントワネット」アンリ役
- 2019年4月 シアタートラム ミュージカル「いつか～one fine day」 田亀トモヒコ役
- 2019年8月 紀伊國屋ホール Parco Produce公演「転校生」男子校版＆女子校版
- 2019年9月 日暮里d-倉庫 a song cycle「sign」
- 2019年11月ｰ2020年2月 東急シアターオーブ　他、全国公演 ミュージカル「天使にラブ・ソングを～シスター・アクト～」
- 2020年7月 無観客ライブ配信 朗読劇 「僕とあいつの関ヶ原」島左近／染音役
- 2020年8月 こくみん共済coopホール(全労済ホール)/スペース・ゼロ、松下IMPホール THE CONVOY SHOW vol.39「ATOM」ダーウィン役
- 2021年1-3月 東急シアターオーブ、梅田芸術劇場メインホール ミュージカル「マリー・アントワネット」アンリ役
- 2021年5月-6月 日生劇場、他、全国公演 ミュージカル「ブロードウェイと銃弾」
- 2021年8月-9月 TBS赤坂ACTシアター、京都劇場 「スタンディングオベーション」
- 2021年12月-2022年1月 日本青年館ホール、メルパルクホール大阪 「NARUTO-ナルト-」～うずまきナルト物語～
- 2024年6月 IMAホール ミュージカル「平和な星」[7]
- 2024年7月-8月 ザ・ガーデンホール・ルーム、COOL JAPAN PARK OSAKA WWホール、名古屋市公会堂 THE CONVOY SHOW vol.43「ONE DAY〜Last Run! Run!! Run!!!〜」[8]

### コンサート・ライブ
- 2015年8月 新宿ReNY「ORCHARD LIVE 2015-HEARTFUL MUSICAL SONGS-」
- 2018年6月 Living Room MUSICAL ～エンタ“店員”メントの多い料理店～
- 2019年2月 Living Room MUSICAL スターのいるレストランvol.8 ぼくがここに
- 2019年9月 なかのZERO大ホール「ORCHARD LIVE 2019-HEARTFUL MUSICAL SONGS-」
- 2019年12月Living Room MUSICAL スターのいるレストラン vol.12 スターのいるレストラン番外編　大晦日だよ！餅つきLIVE2019!
- 2020年11月 神田明神ホール「いつか one fineday」in Concert」